# Párpado
El párpado es un pliegue de piel par (superior e inferior) y músculo-mucoso móvil que cubre a los ojos. Está compuesto por la membrana conjuntiva palpebral, en contacto con el globo ocular; el tarso (el “esqueleto” del ojo), una capa de notable espesor, pero flexible; el músculo orbicular, que le da su movilidad, y la piel exterior. Su función es la protección del ojo y la humectación del mismo mediante las secreciones lagrimales. Por otra parte, el reflejo del parpadeo protege al ojo de cuerpos extraños.

## Etimología
La palabra párpado viene del supuesto término latín vulgar palpetrum, proveniente del latín palpebra, de donde viene pálpebra. Está compuesta por el verbo palpare, "palpar" o "palpitar", y el sufijo brum-bra equivalente a fero, que indica "llevar" (al igual que vértebra o cerebro).

## Anatomía

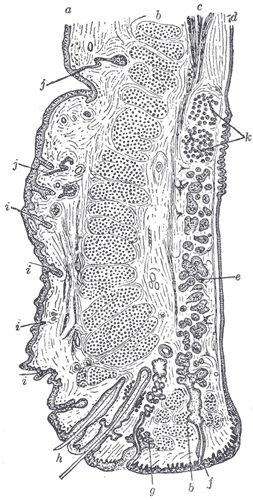
Corte sagital del párpado superior (según Waldeyer): a. Piel. b. Orbicular del ojo. b'. Fascículo marginal del orbicular (haz ciliar). c. Músculo elevador del párpado. d. Tejido conjuntivo. e. Tarso. f. Glándula tarsal. g. Glándula sebácea. h. Pestañas. i. Pelos pequeños de la piel. j. Glándulas sudoríparas. k. Glándulas tarsianas posteriores.

En el interior del tarso se encuentran las glándulas de Meibomio, de forma alargada, que ocupan toda la altura del párpado. Hay entre 30 y 40 de estas glándulas en el párpado superior. Secretan una sustancia grasa que sirve para lubricar el deslizamiento del párpado. En el párpado también hay glándulas de Zeiss (sebáceas) y glándulas de Moll (sudoríparas), aunque son diferentes de las que aparecen en el resto del cuerpo.[cita requerida]
Además, entre la conjuntiva y el tarso existen las glándulas lagrimales de Krause y Wolfring, y en el borde libre de cada párpado se encuentran dos o tres filas de pelos pequeños, las pestañas, cada una con sus respectivas glándulas ciliar, sudorípara y sebácea.[cita requerida]

## Patologías
- La inflamación de estas glándulas puede producir:

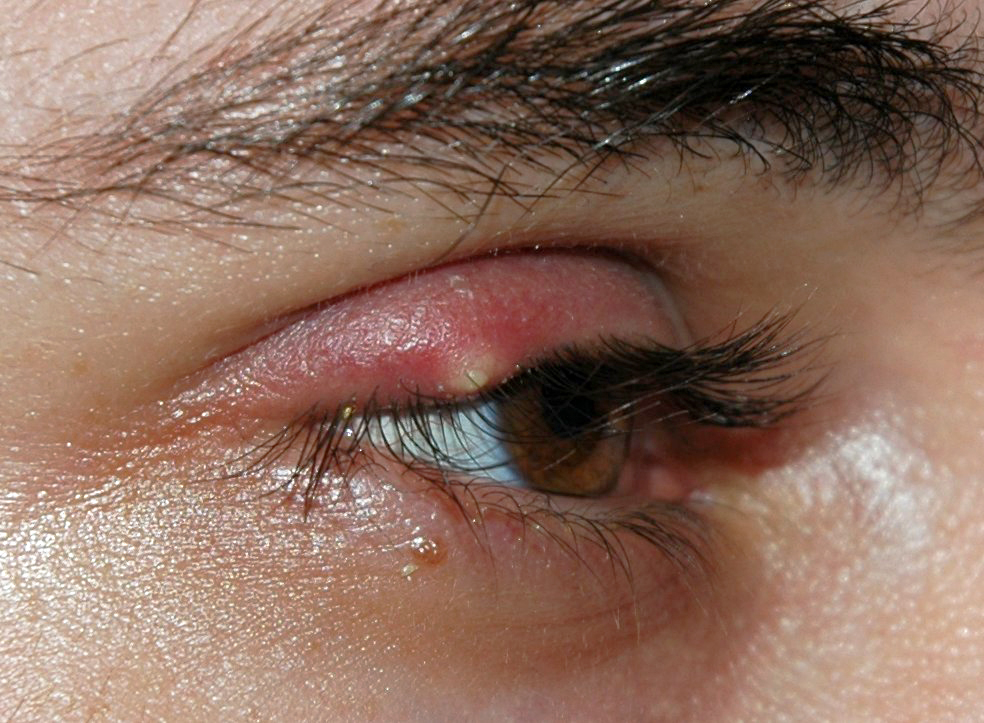
Orzuelo

1. Orzuelo: infección de alguna glándula de Zeiss o de alguna glándula de Moll; se presenta como un edema del párpado, con hinchazón y purulencia.[3]
2. Chalazión: es el resultado de la inflamación crónica de una glándula de Meibomio, que provoca la retención de la secreción sebácea.[4]

- Párpado caído: Se denomina párpado caído o ptosis palpebral a la caída excesiva de los párpados superiores. Esta afección se presenta generalmente con el envejecimiento, aunque en otras ocasiones puede ser el resultado de un defecto congénito o de una lesión o enfermedad; por ejemplo, puede ser síntoma de enfermedad mitocondrial o del síndrome de Ehlers-Danlos y del síndrome de hiperlaxitud articular.[cita requerida] Puede presentarse en uno o en ambos párpados. Esta afección es causada por una debilidad del músculo orbicular, responsable de levantar el párpado superior. Generalmente, esta debilidad es causada por daños en los nervios que controlan este músculo o por excesiva flaccidez de la piel que rodea los párpados superiores.[cita requerida]

- Son frecuentes, y en general poco graves, las mioquimias palpebrales, contracciones leves de la fibra muscular del párpado, que producen un pequeño pero incómodo temblor.[5]